# Nahda Tan-Tan
Le Nahda Tan-Tan (anciennement Maisons d'enfants de Tan-Tan ou MET) est un club de basket-ball marocain, basé à Tan-Tan.

## Historique
- 2007 : Le club est promu en première division